# Crypsithyris orchas
Crypsithyris orchas är en fjärilsart som beskrevs av Edward Meyrick 1907. Crypsithyris orchas ingår i släktet Crypsithyris och familjen äkta malar.
Artens utbredningsområde är Sri Lanka. Inga underarter finns listade i Catalogue of Life.